# Émilie Devienne
 (avril 2016).
Si vous disposez d'ouvrages ou d'articles de référence ou si vous connaissez des sites web de qualité traitant du thème abordé ici, merci de compléter l'article en donnant les références utiles à sa vérifiabilité et en les liant à la section « Notes et références ».
Émilie Devienne est une coache et auteure française. Elle est à l'origine du concept de Bibliocoaching. 
Son premier roman, Truffe et Sentiments a été publié au Québec par les éditions Edito un label du groupe Gallimard en 2015 et en 2016, par les Éditions Pygmalion en France.

## Biographie
Elle naît et grandit à Paris dès 1961. Son adolescence est marquée par la séparation de ses parents et un déménagement à Cannes. En 1977, son père meurt dans une catastrophe aérienne. 
Après son baccalauréat, elle part s’installer à Montréal où elle fait ses études de sciences politiques à l’Université de Montréal. Très vite, elle trouve du travail dans le journalisme et la communication. Elle gravite dans le monde du cinéma et de la publicité, notamment dans des rédactions spécialisées ou à l’Office national du film du Canada. Elle participe à la tenue de la Nuit des publivores dans plusieurs villes québécoises. Enfin, ses activités la conduisent à se rapprocher du répertoire de musique symphonique au sein de l’Orchestre symphonique de Montréal et de l’Orchestre symphonique de Laval.
En 1997, elle rentre en France où elle vit d’abord à Aix-en-Provence une quinzaine d’années avant de revenir vivre à Paris en 2016. 
En 2002, elle réoriente sa carrière et devient coache. Elle crée le Bibliocoaching, une pratique qui mêle lecture et accompagnement individuel, et anime également des ateliers d’écriture. Depuis 2016, elle est membre accrédité « Titulaire » de la Société Française de Coaching. Elle enseigne également à la faculté d’économie et de gestion de l’université Aix-Marseille ainsi qu’à l’École supérieure de commerce d'Amiens.

## Publications

### Fiction
- 2019: J’ai écouté le bruit des anges, Edito, Groupe Gallimard, Québec et Librinova, 2020, roman.
- 2015-2016: Truffe et Sentiments, Edito, Groupe Gallimard, Québec, 2015, roman, et Pygmalion-Flammarion, en France, en 2016.
- 2000: La Bibliothèque, Éditions Alzieu, récit.

### Essais
- 2016: La Révolution des gentils, Larousse[3]
- 2009: Recomposer une famille : Toi, moi et tous nos enfants, Larousse
- 2006: Être femme sans être mère[4], Éditions Robert Laffont
- 2002: Qui garde le chien ? Divorcer au mieux, Le Cherche-Midi Éditeur

### Vie professionnelle
- 2015: Les Fiches outils du coaching (direction d’ouvrage), Eyrolles[5]
- 2013: Le Livre d’or du coaching (contribution), Eyrolles
- 2012: Savoir s’exprimer[6], Eyrolles
- 2012: Savoir écouter, Eyrolles
- 2011: Le Coaching en mouvement, (direction d’ouvrage pour SYNTEC), Éditions Dunod[7]
- 2011: Cigale ou Fourmi, les clés d’une bonne relation à l’argent, InterEditions
- 2011: Les 50 Lois des femmes qui réussissent[8], Éditions de l’Archipel[9]
- 2010: Le Grand Livre de la supervision, (direction d’ouvrage), Eyrolles
- 2010: Le Grand Livre de la supervision, Éditions d’organisation
- 2009: L’Entreprise mode d’emploi : Savoir gérer sa vie quotidienne au travail[10] (direction d’ouvrage), Larousse
- 2008: Envie de changer : Théories et Pratiques du coaching (coécrit avec Martine Cerf), Larousse
- 2008: Moi et l’argent, InterEditions
- 2007: Le Dictionnaire des coachings (co-direction avec Pierre Angel, Patrick Amar et Jacques Tencé), Éditions Dunod.  (Édition en roumain, 2008)

### Croissance personnelle
- 2016: Petit Dico de la gentillesse (contribution), Larousse, Émilie Devienne, Gilles Diederichs, Latifa Gallo et Helen Monnet.
- 2016: Les 50 Règles d’or de la famille recomposée, coll. Les mini, Larousse
- 2016: Range ta vie ! (contribution), Larousse
- 2015: Les 50 Règles d’or de la première rencontre[11], coll. Les mini, Larousse
- 2014: Les 50 Règles d’or pour faire durer son couple, coll. Les mini, Larousse
- 2013: 50 exercices pour devenir un vrai geek , (co-écrit avec Yves Peysson), Eyrolles
- 2013: Trouver (enfin) le bon ! À la recherche de l’homme idéal, Larousse
- 2012: 50 exercices pour rater sa thérapie, Éditions d’Organisation
- 2012: Une année rien qu’à moi… Agenda 2012, Mango Bien-être
- 2011: 52 bonnes raisons de prendre son temps, Mango
- 2011: 50 exercices pour commencer l’année, (direction d’ouvrage), Éditions d’Organisation. (Édition en russe, 2014)
- 2010: 50 exercices pour prendre la vie du bon côté[12], Éditions d’Organisation
- 2008: Mieux vivre sa vie (contribution), Larousse
- 2004: La Confiance en soi, Aubanel, La Martinière Groupe

## Vie littéraire et culturelle
Émilie Devienne a été invitée à plusieurs manifestations littéraires parmi lesquelles :
- La Foire aux livres de Belfort
- Les Nocturnes littéraires en région PACA
- Le salon du livre de Limoges
- Le salon du livre de Toulon
- Le salon du livre psy de Nîmes
- Les écrivains en Provence[13] à Fuveau
- Les Étonnants Voyageurs
- Le salon du livre de l’Association des femmes diplômées des universités

Émilie Devienne est également sollicitée comme membre de jury, notamment au Festival du film d’entreprise du Creusot.

## Médias
Émilie Devienne est régulièrement invitée dans les médias pour parler de sujets de société tel que le couple, la famille, l'évolution professionnelle ou le rapport à l'argent. Elle est également contributrice pour Le Plus de L'Obs depuis 2014.